# 傅肖形
傅肖形（1558年—？），字夢徵，號起巖，直隸大名府內黃縣人，軍籍，明朝政治人物。

## 生平
萬曆十年（1582年）壬午科順天鄉試九十八名，萬曆十四年（1586年）丙戌科會試三百三十五名，登三甲第二百六十二名進士。兵部观政，

## 家族
曾祖傅山；祖父傅鑾，曾任陰陽官；父傅玄，曾任省祭官。母張氏。永感下。弟踐形。